# Barrie Lee Hall
Barrie Lee Hall Jr. (30 de junho de 1949 - 24 de janeiro de 2011) foi um trompetista e diretor musical norte-americano, líder da banda de Duke Ellington.